# Tetramorium youngi
Tetramorium youngi är en myrart som beskrevs av Bolton 1980. Tetramorium youngi ingår i släktet Tetramorium och familjen myror. Inga underarter finns listade i Catalogue of Life.